# Las Ánimas Villeje
Las Ánimas Villeje är en ort i Mexiko, tillhörande kommunen Jocotitlán i den nordvästra delen av delstaten Mexiko. Orten hade 451 invånare vid folkräkningen 2010.